# Caloptilia mutilata
Caloptilia mutilata är en fjärilsart som först beskrevs av Otto Staudinger 1880.  Caloptilia mutilata ingår i släktet Caloptilia och familjen styltmalar.
Artens utbredningsområde är Turkiet. Inga underarter finns listade i Catalogue of Life.